# Ichiji Ōtani
Ichiji Ōtani (jap. 大谷 一二, Ōtani Ichiji; * 31. August 1912 in der Präfektur Hyōgo; † 23. November 2007) war ein japanischer Fußballspieler.

## Nationalmannschaft
1934 debütierte Ōtani für die japanische Fußballnationalmannschaft. Ōtani bestritt drei Länderspiele und erzielte dabei ein Tor. Mit der japanischen Nationalmannschaft qualifizierte er sich für die Far Eastern Championship Games 1934.